# Diamante (singolo Zucchero Fornaciari)
Diamante è un singolo del cantante italiano Zucchero Fornaciari, pubblicato nel 1990 su disco in vinile a 45 giri ed estratto dall'album Oro, incenso e birra.
È stato ripubblicato nel 1991 in duetto con Randy Crawford dalla raccolta Zucchero del 1990. È una delle canzoni più conosciute e apprezzate del bluesman reggiano. Ne sono state incise diverse cover in svariate lingue.

## Descrizione
Diamante è il nome della nonna del bluesman. La frase "Fai piano, i bimbi grandi non piangono...", sussurrata ripetutamente nel brano, è ripresa e tradotta dalla canzone del 1975 I'm Not in Love dei 10cc. Il testo è stato scritto da Francesco De Gregori, come richiesto dallo stesso Zucchero in quanto «Non mi sentivo di scriverlo io perché temevo di essere troppo coinvolto, e di fare una cosa sdolcinata. Volevo un quadro a colori pastello, la trasparenza, la serenità, la pulizia dei testi di De Gregori, anche per chiudere il disco con un accenno di speranza, dopo tanti pezzi così tribolati». Le atmosfere richiamano il periodo del Dopoguerra e la vita quotidiana nella Pianura Padana dell'epoca. La musica è stata scritta da Zucchero, insieme a Mino Vergnaghi e Matteo Saggese.
Ha dato il nome all'omonima raccolta del 1994 destinata al mercato estero, dove è cantato in spagnolo, ed è stato pubblicato in tutte le successive raccolte.
Nel 1992 il singolo diviene colonna sonora di uno degli episodi della nota serie statunitense Baywatch, precisamente nel terzo episodio Tequila Bay della terza stagione.
Nel 1991 la versione con Randy Crawford raggiunge la settima posizione in classifica in Norvegia, la nona in Belgio (Vl), la ventesima in Germania, l'undicesima in Svizzera e la trentanovesima in Francia. Il singolo raggiunge anche la posizione 43 nella classifica digitale del Botswana nel 2016.

## Video musicale
Il videoclip, diretto da Stefano Salvati, riprende le atmosfere post-belliche del testo del brano, vede affiancata a Zucchero in veste di co-protagonista l'attrice emergente Maria Grazia Cucinotta, alla sua prima partecipazione importante.
- Diamante, su YouTube.

## Tracce
Per il brano Diamante, testo di Francesco De Gregori e musiche di Zucchero, Mino Vergnaghi e Matteo Saggese, eccetto dove diversamente indicato. Per gli altri brani, testi e musiche di Zucchero, eccetto dove diversamente indicato.

### CD singolo
Diamante (ft. Randy Crawford)
- COD: Polydor PODP-1045 (1991 e 1992)

- COD: London Records 865 403-4

- COD: London Records LONCS 313

1. Diamante (feat. Randy Crawford) – 4:44 (testo: Francesco De Gregori, Frank Musker)
2. Diamante – 5:44 (testo: Francesco De Gregori, Frank Musker)

### CD Maxi
Diamante
- COD: London Records Loncd 283

- COD: London Records 879 289-2

- COD: Polydor 879 289-2

1. Diamante (7") – 4:35
2. Diamante – 4:35
3. Pippo – 4:44

- COD: Polydor 873 943-2

1. Diamante (Edited Version) – 4:35
2. Il mare (impetuoso al tramonto salì sulla luna e dietro una tendina di stelle...) – 3:56
3. A Wonderful World – 4:33
4. Dune mosse – 5:35 (testo: M. Figliè)

Diamante (ft. Randy Crawford)
- COD: London Records 865 563-2

- COD: London Records – LONCDP 313

1. Diamante (feat. Randy Crawford) – 4:41 (testo: Francesco De Gregori, Frank Musker)
2. Senza una donna (Without a Woman) (feat. Paul Young) – 4:26 (testo: Zucchero, Frank Musker)
3. Wonderful World (feat. Eric Clapton) – 4:33 (testo: Zucchero, F. Musker)

- COD: London Records 865 403-7

- COD: London Records – LONCDP 313

1. Diamante (feat. Randy Crawford) – 4:41 (testo: Francesco De Gregori, Frank Musker)
2. Diamante (feat. Randy Crawford) – 5:50 (testo: Francesco De Gregori, Frank Musker)
3. Il mare (impetuoso al tramonto salì sulla luna e dietro una tendina di stelle...) (live) – 4:04

### Vinile
Diamante
- COD: Polydor 873 942-7

Lato A
1. Diamante (Edited Version) – 4:35

Lato B
1. Il mare (impetuoso al tramonto salì sulla luna e dietro una tendina di stelle...) – 3:57

- COD: PolyGram 873 850-7

Lato A
1. Diamante (Edited Version) – 4:25

Lato B
1. Il mare (impetuoso al tramonto salì sulla luna e dietro una tendina di stelle...) – 3:57

- COD: Polydor ZUCCHERO2 (1991)

Lato A
1. Diamante (testo: Francesco De Gregori, Frank Musker)

Lato B
1. Diamante (testo: Francesco De Gregori, Frank Musker)

- COD: Polydor 873 943-1

Lato A
1. Diamante (Edited Version) – 4:35
2. Il mare (impetuoso al tramonto salì sulla luna e dietro una tendina di stelle...) – 3:57

Lato B
1. A Wonderful World – 4:35
2. Solo una sana e consapevole libidine salva il giovane dallo stress e dall'azione Cattolica – 4:51

Diamante (ft. Randy Crawford)
- COD: London Records 865 402-7

- COD: London Records – LON 313

Lato A
1. Diamante (feat. Randy Crawford) – 4:41 (testo: Francesco De Gregori, Frank Musker)

Lato B
1. Diamante – 5:49 (testo: Francesco De Gregori, Frank Musker)

- COD: London Records 865 403-1

Lato A
1. Diamante (feat. Randy Crawford) – 5:50 (testo: Francesco De Gregori, Frank Musker)

Lato B
1. Diamante – 5:49 (testo: Francesco De Gregori, Frank Musker)
2. Il mare (impetuoso al tramonto salì sulla luna e dietro una tendina di stelle...) (live) – 4:04

## Classifiche

### Classifiche settimanali
| Classifica (1989-1992) | Posizione massima |
| ---------------------- | ----------------- |
| Belgio                 | 9                 |
| Europa                 | 46                |
| Francia                | 39                |
| Germania               | 20                |
| Norvegia               | 7                 |
| Paesi Bassi            | 18                |
| Polonia                | 30                |
| Regno Unito            | 44                |
| Svizzera               | 11                |
| Classifica (2016)      | Posizione massima |
| Botswana (digital)     | 43                |

### Classifiche di fine anno
| Classifica (1990)     | Posizione |
| --------------------- | --------- |
| Paesi Bassi           | 177       |
| Classifica (1992)     | Posizione |
| Belgio                | 72        |
| Regno Unito (Airplay) | 194       |

## Le cover
Sono state fatte numerose versioni di questa canzone da altri artisti:
- 1989: Roy Black, intitolata Die nacht kemt den morgen per l'album Ein Hauch von Sinnlichkeit
- 1990: Tina Selini, intitolata Kalter regen per l'album Aprodhite
- 1993: Anna Oxa per l'album Cantautori
- 1992: Sandra Reemers, intitolata Domenica per l'album Valley of Emotions
- 1994: Mia Martini nell'album La musica che mi gira intorno
- 1994: Marco Borsato, intitolata Domenica per l'album Marco
- 1994: Rob de Nijs, intitolata Domenica per l'album Iets van Een Wonder
- 1996: Tiziana Rivale, per l'album Con tutto l'amore che c'è
- 1999: Bernhard Brink, intitolata Domenica per l'album Alles auf Sieg
- 2006: Francesco De Gregori, per l'album Tra un manifesto e lo specchio
- 2016: Fabio Concato, per l'album Non smetto di ascoltarti
- 2016: Lele, per l'album Costruire
- 2021: Gianna Nannini feat. Francesco De Gregori con il singolo omonimo